# Laura Hill
Pour les articles homonymes, voir Hill.
Laura Hill, née le 22 mai 1976 à Chesterfield, est une joueuse professionnelle de squash représentant l'Angleterre. Elle atteint, en mars 2008, la 43e place mondiale sur le circuit international, son meilleur classement.